# Селце (Банска Бистрица)
Селце (слч. Selce) насељено је мјесто са административним статусом сеоске општине (слч. obec) у округу Банска Бистрица, у Банскобистричком крају, Словачка Република.

## Становништво
| Година:    | 1994. | 2004.   | 2014.   | 2024.   |
| ---------- | ----- | ------- | ------- | ------- |
| Број људи: | 1987  | 2049    | 2161    | 2100    |
| Разлика:   |       | +3,12 % | +5,46 % | -2,82 % |

| Година:    | 2023. | 2024.   |
| ---------- | ----- | ------- |
| Број људи: | 2117  | 2100    |
| Разлика:   |       | -0,80 % |

Према подацима о броју становника из 2011. године насеље је имало 2.169 становника.